# Класс APX
Класс APX (от англ. «approximable») в теории вычислительной сложности — это класс NP-трудных задач, для которых существуют аппроксимационные алгоритмы полиномиальной сложности с постоянным коэффициентом аппроксимации. В более простых терминах, задачи этого класса имеют эффективные алгоритмы, находящие решения, которые хуже оптимального не более чем на фиксированный процент. Например, существует алгоритм полиномиальной сложности для решения задачи об упаковке в контейнеры, который использует не более чем на 5 % больше контейнеров, чем наименьшее необходимое их число.
Аппроксимационный алгоритм называется алгоритмом c-аппроксимации с некоторой константой c, если можно доказать, что решение, полученное с помощью этого алгоритма, хуже оптимального не более чем в c раз.
Константа c называется коэффициентом аппроксимации.
В зависимости от того, является ли проблема проблемой максимизации или минимизации, решение может быть в c раз больше или в c раз меньше оптимального.
К примеру, и задача о вершинном покрытии, и задача коммивояжёра с неравенством треугольника имеют простые алгоритмы, для которых c = 2.
С другой стороны, доказано, что задачу коммивояжёра с произвольными длинами рёбер (не обязательно удовлетворяющими неравенству треугольника) нельзя аппроксимировать с постоянным коэффициентом, поскольку задачу поиска гамильтонова пути нельзя решить за полиномиальное время (в случае, если P ≠ NP).
Если существует алгоритм решения задачи за полиномиальное время для любого фиксированного коэффициента большего единицы (один алгоритм для любого коэффициента), говорят, что задача имеет полиномиальную по времени схему аппроксимации (PTAS).
Если P ≠ NP, можно показать, что существуют задачи, входящие в класс APX, но не в PTAS, то есть задачи, которые можно аппроксимировать с некоторым коэффициентом, но не с любым коэффициентом.
Задача называется APX-трудной, если любая задача из класса APX имеет сведение к этой задаче, и APX-полной, если задача APX-трудна и сама принадлежит к классу APX.
Из неравенства P ≠ NP следует, что PTAS ≠ APX, P ≠ NP, а отсюда никакая APX-трудная задача не принадлежит PTAS.
Если задача APX-трудна, это обычно плохо, поскольку при P ≠ NP это означает отсутствие PTAS-алгоритма, который является наиболее полезным видом аппроксимационного алгоритма.
Одна из наиболее простых APX-полных задач — это задача максимальной выполнимости булевых формул, вариант задачи выполнимости булевых формул.
В этой задаче мы имеем булеву формулу в конъюнктивной нормальной форме, и хотим получить максимальное число подвыражений, которые будут выполняться при единственной подстановке значений true/false в переменные.
Несмотря на то, что, скорее всего, задача не принадлежит PTAS, верное значение может быть получено с точностью 30 %, а некоторые упрощённые варианты задачи имеют PTAS.

## Примеры
- Алгоритм Кристофидеса